# (30705) Idaios
(30705) Idaios ist ein Asteroid aus der Gruppe der Jupiter-Trojaner. Damit werden Asteroiden bezeichnet, die auf den Lagrange-Punkten auf der Bahn des Planeten Jupiter um die Sonne laufen. Er ist dem Lagrange-Punkt L5 zugeordnet, das heißt, (30705) Idaios läuft Jupiter in dessen Umlaufbahn um die Sonne um 60° hinterher.
Der Asteroid wurde am 16. Oktober 1977 von dem niederländischen Astronomenehepaar Cornelis Johannes van Houten und Ingrid van Houten-Groeneveld entdeckt wurde. Die Entdeckung geschah im Rahmen der 3. Trojaner-Durchmusterung, bei der von Tom Gehrels mit dem 120-cm-Oschin-Schmidt-Teleskop des Palomar-Observatoriums aufgenommene Feldplatten an der Universität Leiden durchmustert wurden, 17 Jahre nach Beginn des Palomar-Leiden-Surveys.
(30705) Idaios wurde nach Idaios benannt, einem Sohn des Dares, der ein Hephaistos-Priester in Troja war. Die Benennung erfolgte am 18. März 2003. Bei den Asteroiden werden nacheilende Trojaner nach trojanischen Helden benannt.